# Triens

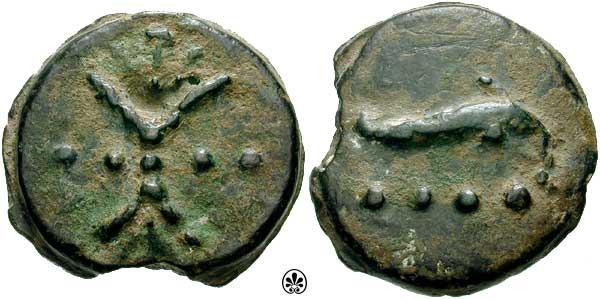
Triens, ca. 241–235 v. Chr.

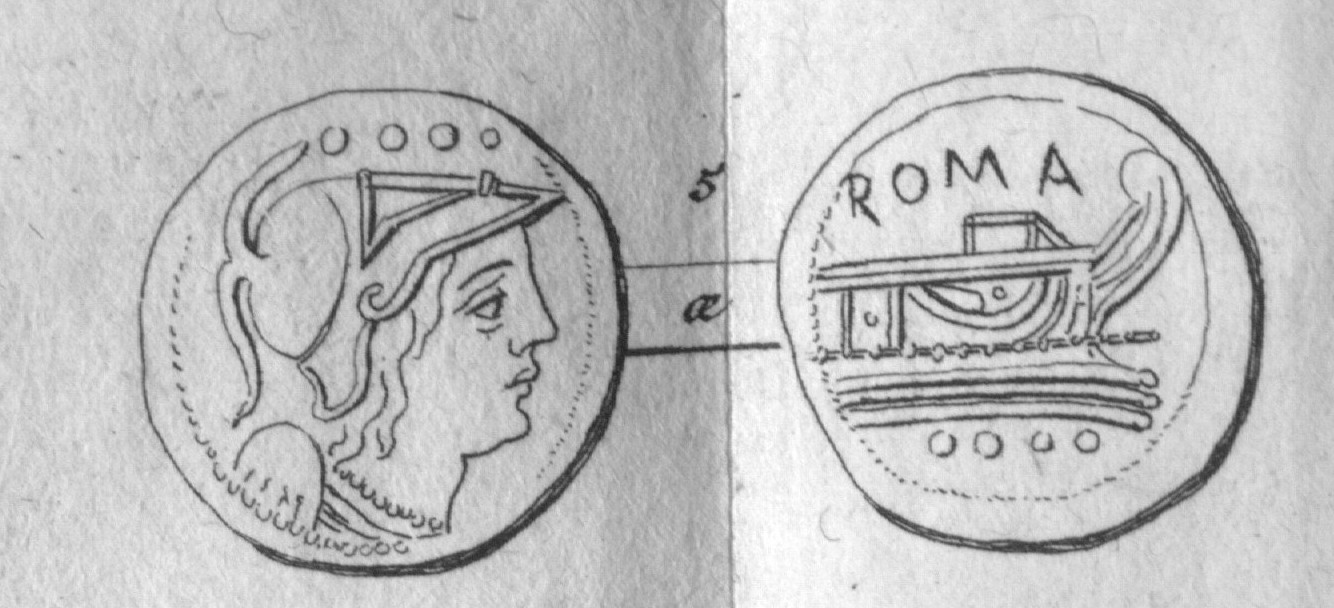
Römischer Triens, Zeichnung

Der Triens ist eine römische Bronzemünze.
Ihr Wert entsprach dem dritten Teil des Asses, also vier Unciae.
Die Vorderseite (das Avers) zeigt in der Regel einen Minervakopf mit korinthischem Helm, die Rückseite (der Revers) eine Prora und den Schriftzug „ROMA“. Die Wertangabe wird auf beiden Seiten in Form von Punkten angezeigt. Die Einheit ist auch unter dem Namen Ternarius überliefert.

## Errata
Irrtümlich wird die Bezeichnung „Triens“ gelegentlich auch für eine römische Goldmünze verwendet, den Tremissis („Drittelsolidus“) des Solidus.